# Deuxième circonscription de la Meuse
La deuxième circonscription de la Meuse est l'une des deux circonscriptions législatives françaises que compte le département de la Meuse (55) situé en région Grand Est.

## Description géographique et démographique

### De 1958 à 1986
La deuxième circonscription de la Meuse était composée de :
- canton de Charny-sur-Meuse
- canton de Clermont-en-Argonne
- canton de Damvillers
- canton de Dun-sur-Meuse
- canton d'Étain
- canton de Fresnes-en-Woëvre
- canton de Montfaucon
- canton de Montmédy
- canton de Souilly
- canton de Spincourt
- canton de Stenay
- canton de Varennes-en-Argonne
- canton de Verdun

Source : Journal Officiel du 14-15 Octobre 1958.

### Depuis 1988
La deuxième circonscription de la Meuse est délimitée par le découpage électoral de la loi n°86-1197 du 24 novembre 1986
, elle regroupe les divisions administratives suivantes :
- canton de Charny-sur-Meuse
- canton de Clermont-en-Argonne
- canton de Damvillers
- canton de Dun-sur-Meuse
- canton d'Étain
- canton de Fresnes-en-Woëvre
- canton de Montfaucon
- canton de Montmédy
- canton de Souilly
- canton de Spincourt
- canton de Stenay
- canton de Varennes-en-Argonne
- canton de Verdun-Centre
- canton de Verdun-Est
- canton de Verdun-Ouest

D'après le recensement général de la population en 2019, réalisé par l'Institut national de la statistique et des études économiques (INSEE), la population totale de cette circonscription est estimée à 83 733 habitants,.

## Historique des députations
| Législature | Début de mandat | Fin de mandat  | Député             | Parti politique | Observations                                                                           |
| ----------- | --------------- | -------------- | ------------------ | --------------- | -------------------------------------------------------------------------------------- |
| IXe         | 23 juin 1988    | 1er avril 1993 | Jean-Louis Dumont  | PS              |                                                                                        |
| Xe          | 2 avril 1993    | 21 avril 1997  | Arsène Lux,        | Apparenté RPR,  | Mandat écourté à la suite d'une dissolution parlementaire décidée par Jacques Chirac.  |
| XIe         | 12 juin 1997    | 18 juin 2002   | Jean-Louis Dumont, | PS,             |                                                                                        |
| XIIe        | 19 juin 2002    | 19 juin 2007   | Jean-Louis Dumont, | PS,             |                                                                                        |
| XIIIe       | 20 juin 2007    | 19 juin 2012   | Jean-Louis Dumont  | PS              |                                                                                        |
| XIVe        | 20 juin 2012    | 20 juin 2017   | Jean-Louis Dumont  | PS              |                                                                                        |
| XVe         | 21 juin 2017    | 21 juin 2022   | Émilie Cariou      | LREM puis ND    |                                                                                        |
| XVIe        | 22 juin 2022    | 9 juin 2024    | Florence Goulet    | RN              | Mandat écourté à la suite d'une dissolution parlementaire décidée par Emmanuel Macron. |
| XVIIe       | 8 juillet 2024  | En cours       | Florence Goulet    | RN              |                                                                                        |

## Historique des élections

### Élections de 1958
| Candidat       | Candidat             | Parti          | Premier tour | Premier tour | Second tour | Second tour |  |
| Candidat       | Candidat             | Parti          | Voix         | %            | Voix        | %           |  |
| -------------- | -------------------- | -------------- | ------------ | ------------ | ----------- | ----------- |  |
|                | André Beauguitte élu | CR             | 20 784       | 48,06        | 24 307      | 58,32       |  |
|                | André Savard         | PCF            | 5 669        | 13,11        | 6 149       | 14,75       |  |
|                | Maurice Rochette     | MRP            | 5 233        | 12,10        | Retrait     | Retrait     |  |
|                | René Ansion          | UNR            | 5 052        | 11,68        | 11 224      | 26,93       |  |
|                | Jacques Barat-Dupont | Radcent        | 4 278        | 9,89         | Retrait     | Retrait     |  |
|                | René Demonte         | Divers droite  | 2 233        | 5,16         | Retrait     | Retrait     |  |
|                |                      |                |              |              |             |             |  |
| Inscrits       | Inscrits             | Inscrits       | 54 114       | 100,00       | 54 111      | 100,00      |  |
| Abstentions    | Abstentions          | Abstentions    | 9 560        | 17,67        | 11 446      | 21,15       |  |
| Votants        | Votants              | Votants        | 44 554       | 82,33        | 42 665      | 78,85       |  |
| Blancs et nuls | Blancs et nuls       | Blancs et nuls | 1 305        | 2,93         | 985         | 2,31        |  |
| Exprimés       | Exprimés             | Exprimés       | 43 249       | 97,07        | 41 680      | 97,69       |  |

Le suppléant d'André Beauguitte était Jean Brastel, docteur en médecine, conseiller municipal d'Étain.

### Élections de 1962
|                | André Beauguitte sortant réélu | RI             | 31 113 | 82,11  |  |  |  |
|                | Daniel Mayer                   | PCF            | 6 779  | 17,89  |  |  |  |
|                |                                |                |        |        |  |  |  |
| Inscrits       | Inscrits                       | Inscrits       | 54 305 | 100,00 |  |  |  |
| Abstentions    | Abstentions                    | Abstentions    | 13 481 | 24,82  |  |  |  |
| Votants        | Votants                        | Votants        | 40 824 | 75,18  |  |  |  |
| Blancs et nuls | Blancs et nuls                 | Blancs et nuls | 2 932  | 7,18   |  |  |  |
| Exprimés       | Exprimés                       | Exprimés       | 37 892 | 92,82  |  |  |  |

Le suppléant d'André Beauguitte était Jean Brastel, médecin, conseiller municipal d'Étain.

### Élections de 1967
|                | André Beauguitte sortant réélu | RI             | 23 626 | 54,36  |  |  |  |
|                | Daniel Mayer                   | PCF            | 7 132  | 16,41  |  |  |  |
|                | Pierre Pérignon                | FGDS (SFIO)    | 5 120  | 11,78  |  |  |  |
|                | François Mangel                | CD (PDM)       | 4 471  | 10,29  |  |  |  |
|                | Daniel Mayer                   | Modérés        | 3 112  | 7,16   |  |  |  |
|                |                                |                |        |        |  |  |  |
| Inscrits       | Inscrits                       | Inscrits       | 51 502 | 100,00 |  |  |  |
| Abstentions    | Abstentions                    | Abstentions    | 6 869  | 13,34  |  |  |  |
| Votants        | Votants                        | Votants        | 44 633 | 86,66  |  |  |  |
| Blancs et nuls | Blancs et nuls                 | Blancs et nuls | 1 172  | 2,63   |  |  |  |
| Exprimés       | Exprimés                       | Exprimés       | 43 461 | 97,37  |  |  |  |

### Élections de 1968
|                | André Beauguitte sortant réélu | RI (UDR)       | 27 126 | 63,72  |  |  |  |
|                | Daniel Mayer                   | PCF            | 6 365  | 14,95  |  |  |  |
|                | René Vigneron                  | FGDS (SFIO)    | 5 348  | 12,56  |  |  |  |
|                | Pierre Mangeot                 | CD (PDM)       | 3 729  | 8,76   |  |  |  |
|                |                                |                |        |        |  |  |  |
| Inscrits       | Inscrits                       | Inscrits       | 52 999 | 100,00 |  |  |  |
| Abstentions    | Abstentions                    | Abstentions    | 9 569  | 18,06  |  |  |  |
| Votants        | Votants                        | Votants        | 43 430 | 81,94  |  |  |  |
| Blancs et nuls | Blancs et nuls                 | Blancs et nuls | 862    | 1,98   |  |  |  |
| Exprimés       | Exprimés                       | Exprimés       | 42 568 | 98,02  |  |  |  |

Le suppléant d'André Beauguitte était Michel Rufin, notaire, conseiller général, maire de Clermont-en-Argonne.

### Élections de 1973
| Candidat       | Candidat                       | Parti          | Premier tour | Premier tour | Second tour | Second tour |  |
| Candidat       | Candidat                       | Parti          | Voix         | %            | Voix        | %           |  |
| -------------- | ------------------------------ | -------------- | ------------ | ------------ | ----------- | ----------- |  |
|                | André Beauguitte sortant réélu | RI (UDR)       | 21 496       | 48,95        | 23 299      | 53,57       |  |
|                | René Vigneron                  | PS (UGSD)      | 11 239       | 25,6         | 20 190      | 46,43       |  |
|                | Daniel Mayer                   | PCF            | 6 717        | 15,3         | Retrait     | Retrait     |  |
|                | Pierre Amboise                 | MR             | 4 458        | 10,15        |             |             |  |
|                |                                |                |              |              |             |             |  |
| Inscrits       | Inscrits                       | Inscrits       | 54 432       | 100,00       | 54 430      | 100,00      |  |
| Abstentions    | Abstentions                    | Abstentions    | 9 620        | 17,67        | 9 872       | 18,14       |  |
| Votants        | Votants                        | Votants        | 44 812       | 82,33        | 44 558      | 81,86       |  |
| Blancs et nuls | Blancs et nuls                 | Blancs et nuls | 902          | 2,01         | 1 069       | 2,4         |  |
| Exprimés       | Exprimés                       | Exprimés       | 43 910       | 97,99        | 43 489      | 97,6        |  |

Le suppléant d'André Beauguitte était Michel Rufin.

### Élections de 1978
| Candidat       | Candidat         | Parti          | Premier tour | Premier tour | Second tour | Second tour |  |
| Candidat       | Candidat         | Parti          | Voix         | %            | Voix        | %           |  |
| -------------- | ---------------- | -------------- | ------------ | ------------ | ----------- | ----------- |  |
|                | Claude Biwer élu | UDF (AD)       | 22 672       | 45,08        | 27 269      | 52,81       |  |
|                | René Vigneron    | PS             | 14 176       | 28,19        | 24 369      | 47,19       |  |
|                | Daniel Mayer     | PCF            | 7 597        | 15,11        | Retrait     | Retrait     |  |
|                | Gérard Bièvelot  | RPR            | 4 039        | 8,03         |             |             |  |
|                | Jean-Louis Babin | PSU (FA)       | 908          | 1,81         |             |             |  |
|                | Robert Testor    | LO             | 897          | 1,78         |             |             |  |
|                |                  |                |              |              |             |             |  |
| Inscrits       | Inscrits         | Inscrits       | 60 639       | 100,00       | 60 614      | 100,00      |  |
| Abstentions    | Abstentions      | Abstentions    | 9 292        | 15,32        | 7 917       | 13,06       |  |
| Votants        | Votants          | Votants        | 51 347       | 84,68        | 52 697      | 86,94       |  |
| Blancs et nuls | Blancs et nuls   | Blancs et nuls | 1 058        | 2,06         | 1 059       | 2,01        |  |
| Exprimés       | Exprimés         | Exprimés       | 50 289       | 97,94        | 51 638      | 97,99       |  |

Le suppléant de Claude Biwer était Jean-Marie François, médecin cardiologue, conseiller municipal de Verdun.

### Élections de 1981
| Candidat       | Candidat              | Parti          | Premier tour | Premier tour | Second tour | Second tour |  |
| Candidat       | Candidat              | Parti          | Voix         | %            | Voix        | %           |  |
| -------------- | --------------------- | -------------- | ------------ | ------------ | ----------- | ----------- |  |
|                | Claude Biwer sortant  | UDF (PR)       | 21 644       | 47,81        | 23 901      | 48,62       |  |
|                | Jean-Louis Dumont élu | PS             | 16 601       | 36,66        | 25 224      | 51,38       |  |
|                | Daniel Mayer          | PCF            | 5 098        | 11,26        |             |             |  |
|                | Robert Gipeaux        | MRG            | 1 934        | 4,27         |             |             |  |
|                |                       |                |              |              |             |             |  |
| Inscrits       | Inscrits              | Inscrits       | 61 216       | 100,00       | 61 213      | 100,00      |  |
| Abstentions    | Abstentions           | Abstentions    | 15 107       | 24,68        | 11 338      | 18,52       |  |
| Votants        | Votants               | Votants        | 46 109       | 75,32        | 49 875      | 81,48       |  |
| Blancs et nuls | Blancs et nuls        | Blancs et nuls | 832          | 1,8          | 750         | 1,5         |  |
| Exprimés       | Exprimés              | Exprimés       | 45 277       | 98,2         | 49 125      | 98,5        |  |

Le suppléant de Jean-Louis Dumont était Michel Chardin, exploitant agricole à Wiseppe.

### Élections de 1988
| Candidat       | Candidat                        | Parti          | Premier tour | Premier tour | Second tour | Second tour |  |
| Candidat       | Candidat                        | Parti          | Voix         | %            | Voix        | %           |  |
| -------------- | ------------------------------- | -------------- | ------------ | ------------ | ----------- | ----------- |  |
|                | Jean-Louis Dumont sortant réélu | PS             | 18 212       | 43,67        | 23 544      | 52,54       |  |
|                | Claude Biwer                    | UDF (AD) (URC) | 15 754       | 37,78        | 21 265      | 47,46       |  |
|                | Daniel Mayer                    | PCF            | 3 283        | 7,87         |             |             |  |
|                | Jean Sivigny                    | FN             | 3 177        | 3,06         |             |             |  |
|                | Jean-Paul Mantout               | Divers droite  | 1 274        | 3,06         |             |             |  |
|                |                                 |                |              |              |             |             |  |
| Inscrits       | Inscrits                        | Inscrits       | 61 606       | 100,00       | 61 592      | 100,00      |  |
| Abstentions    | Abstentions                     | Abstentions    | 18 978       | 30,81        | 15 578      | 25,29       |  |
| Votants        | Votants                         | Votants        | 42 628       | 69,19        | 46 014      | 74,71       |  |
| Blancs et nuls | Blancs et nuls                  | Blancs et nuls | 928          | 2,18         | 1 205       | 2,62        |  |
| Exprimés       | Exprimés                        | Exprimés       | 41 700       | 97,82        | 44 809      | 97,38       |  |

Le suppléant de Jean-Louis Dumont était Roland Jehannin, ingénieur, maire de Damvillers.

### Élections de 1993
| Candidat       | Candidat                  | Parti          | Premier tour | Premier tour | Second tour | Second tour |  |
| Candidat       | Candidat                  | Parti          | Voix         | %            | Voix        | %           |  |
| -------------- | ------------------------- | -------------- | ------------ | ------------ | ----------- | ----------- |  |
|                | Arsène Lux élu            | RPR (UPF)      | 8 560        | 22,14        | 22 671      | 56,92       |  |
|                | Jean-Louis Dumont sortant | PS (ADFP)      | 7 432        | 19,22        | 17 158      | 43,08       |  |
|                | Claude Biwer              | Divers droite  | 6 178        | 15,98        |             |             |  |
|                | Jean Sivigny              | FN             | 4 019        | 10,39        |             |             |  |
|                | Claudine Becq-Vinci       | diss. RPR      | 2 499        | 6,46         |             |             |  |
|                | Daniel Mayer              | PCF            | 2 478        | 6,41         |             |             |  |
|                | Roland Giraud             | GÉ (EÉ)        | 2 167        | 5,6          |             |             |  |
|                | Jocelyne Casavecchia      | Divers         | 1 798        | 4,65         |             |             |  |
|                | Pierre Méchin             | MDC            | 1 268        | 3,28         |             |             |  |
|                | Maurice Delamarche        | diss. UDF      | 1 134        | 2,93         |             |             |  |
|                | Marie-Thérèse Barraud     | LT-LNÉ         | 1 132        | 2,93         |             |             |  |
|                |                           |                |              |              |             |             |  |
| Inscrits       | Inscrits                  | Inscrits       | 61 653       | 100,00       | 61 647      | 100,00      |  |
| Abstentions    | Abstentions               | Abstentions    | 20 394       | 33,08        | 18 669      | 30,28       |  |
| Votants        | Votants                   | Votants        | 41 259       | 66,92        | 42 978      | 69,72       |  |
| Blancs et nuls | Blancs et nuls            | Blancs et nuls | 2 594        | 6,29         | 3 149       | 7,33        |  |
| Exprimés       | Exprimés                  | Exprimés       | 38 665       | 93,71        | 39 829      | 92,67       |  |

La suppléante d'Arsène Lux était Lyne Rousseau, masseur-kinésithérapeute, conseillère régionale.

### Élections de 1997
| Candidat       | Candidat              | Parti          | Premier tour | Premier tour | Second tour | Second tour |  |
| Candidat       | Candidat              | Parti          | Voix         | %            | Voix        | %           |  |
| -------------- | --------------------- | -------------- | ------------ | ------------ | ----------- | ----------- |  |
|                | Jean-Louis Dumont élu | PS             | 12 268       | 31,09        | 22 461      | 55,25       |  |
|                | Arsène Lux sortant    | RPR            | 8 291        | 21,01        | 18 196      | 44,75       |  |
|                | Louis Rouyer          | FN             | 6 789        | 17,2         |             |             |  |
|                | Claude Biwer          | diss. UDF      | 5 143        | 13,03        |             |             |  |
|                | Dominique Ronga       | Les Verts      | 3 145        | 7,97         |             |             |  |
|                | Paule Gecils-Fonte    | PCF            | 2 666        | 6,76         |             |             |  |
|                | André Optel           | LDI (MPF)      | 1 160        | 2,94         |             |             |  |
|                |                       |                |              |              |             |             |  |
| Inscrits       | Inscrits              | Inscrits       | 60 514       | 100,00       | 60 505      | 100,00      |  |
| Abstentions    | Abstentions           | Abstentions    | 18 983       | 31,37        | 16 984      | 28,07       |  |
| Votants        | Votants               | Votants        | 41 531       | 68,63        | 43 521      | 71,93       |  |
| Blancs et nuls | Blancs et nuls        | Blancs et nuls | 2 069        | 4,98         | 2 864       | 6,58        |  |
| Exprimés       | Exprimés              | Exprimés       | 39 462       | 95,02        | 40 657      | 93,42       |  |

Le suppléant de Jean-Louis Dumont était Roland Jehannin, ingénieur, maire de Damvillers.

### Élections de 2002
| Candidat       | Candidat                        | Parti            | Premier tour | Premier tour | Second tour | Second tour |  |
| Candidat       | Candidat                        | Parti            | Voix         | %            | Voix        | %           |  |
| -------------- | ------------------------------- | ---------------- | ------------ | ------------ | ----------- | ----------- |  |
|                | Jean-Louis Dumont sortant réélu | PS               | 11 372       | 30,92        | 18 013      | 51,38       |  |
|                | Arsène Lux                      | RPF              | 8 697        | 23,65        | 17 044      | 48,62       |  |
|                | Patrick François                | UMP              | 8 340        | 22,68        | Retrait     | Retrait     |  |
|                | Pasqualina Moreau               | FN               | 4 446        | 12,09        |             |             |  |
|                | Paule Gecils-Fonte              | PCF              | 1 089        | 2,96         |             |             |  |
|                | Dominique Ronga                 | Les Verts        | 863          | 2,35         |             |             |  |
|                | Paulette Gilson                 | LO               | 675          | 1,84         |             |             |  |
|                | Lucette Lamousse                | Pôle républicain | 578          | 1,57         |             |             |  |
|                | Claudine Weisbeck               | MÉI              | 392          | 1,07         |             |             |  |
|                | Angelo Canale                   | MNR              | 322          | 0,88         |             |             |  |
|                |                                 |                  |              |              |             |             |  |
| Inscrits       | Inscrits                        | Inscrits         | 60 711       | 100,00       | 60 699      | 100,00      |  |
| Abstentions    | Abstentions                     | Abstentions      | 23 110       | 38,07        | 23 907      | 39,39       |  |
| Votants        | Votants                         | Votants          | 37 601       | 61,93        | 36 792      | 60,61       |  |
| Blancs et nuls | Blancs et nuls                  | Blancs et nuls   | 827          | 2,2          | 1 735       | 4,72        |  |
| Exprimés       | Exprimés                        | Exprimés         | 36 774       | 97,8         | 35 057      | 95,28       |  |

Le suppléant de Jean-Louis Dumont était Roland Jehannin.

### Élections de 2007
| Candidat       | Candidat                        | Parti               | Premier tour | Premier tour | Second tour | Second tour |  |
| Candidat       | Candidat                        | Parti               | Voix         | %            | Voix        | %           |  |
| -------------- | ------------------------------- | ------------------- | ------------ | ------------ | ----------- | ----------- |  |
|                | Jean-Louis Dumont sortant réélu | PS                  | 11 480       | 32,55        | 19 361      | 52,92       |  |
|                | Claudine Becq-Vinci             | UMP                 | 10 116       | 28,69        | 17 222      | 47,08       |  |
|                | Arsène Lux                      | DLR                 | 5 239        | 14,86        |             |             |  |
|                | Jean-Marie Cousin               | UDF–MoDem           | 2 560        | 7,26         |             |             |  |
|                | Jeannine Fichefet               | FN                  | 1 672        | 4,74         |             |             |  |
|                | Éric Bernardi                   | PCF                 | 1 003        | 2,84         |             |             |  |
|                | Dominique Ronga                 | Les Verts           | 772          | 2,19         |             |             |  |
|                | Yves Dhyvert                    | MÉI                 | 695          | 1,97         |             |             |  |
|                | Jean-Marie Mercy                | Extrême gauche (GA) | 527          | 1,49         |             |             |  |
|                | Sandra Mussler                  | LO                  | 356          | 1,01         |             |             |  |
|                | Jean-Luc Herman                 | MPF                 | 279          | 0,79         |             |             |  |
|                | Patrick Megny                   | PT                  | 231          | 0,66         |             |             |  |
|                | Jean-Marie Peudon               | MNR                 | 167          | 0,47         |             |             |  |
|                | Youri Bodeux                    | Divers              | 167          | 0,47         |             |             |  |
|                |                                 |                     |              |              |             |             |  |
| Inscrits       | Inscrits                        | Inscrits            | 61 656       | 100,00       | 61 649      | 100,00      |  |
| Abstentions    | Abstentions                     | Abstentions         | 25 697       | 41,68        | 23 848      | 38,68       |  |
| Votants        | Votants                         | Votants             | 35 959       | 58,32        | 37 801      | 61,32       |  |
| Blancs et nuls | Blancs et nuls                  | Blancs et nuls      | 695          | 1,93         | 1 218       | 3,22        |  |
| Exprimés       | Exprimés                        | Exprimés            | 35 264       | 98,07        | 36 583      | 96,78       |  |

### Élections de 2012
| Candidat       | Candidat                        | Parti          | Premier tour | Premier tour | Second tour | Second tour |  |
| Candidat       | Candidat                        | Parti          | Voix         | %            | Voix        | %           |  |
| -------------- | ------------------------------- | -------------- | ------------ | ------------ | ----------- | ----------- |  |
|                | Jean-Louis Dumont sortant réélu | PS             | 12 581       | 35,86        | 17 286      | 51,53       |  |
|                | Claude Léonard                  | UMP            | 9 089        | 25,91        | 16 257      | 48,47       |  |
|                | Gilbert Prot                    | RBM (FN)       | 5 821        | 16,59        |             |             |  |
|                | Julien Didry                    | Divers droite  | 4 865        | 13,87        |             |             |  |
|                | Éric Bernardi                   | FG (PCF) (PG)  | 1 421        | 4,05         |             |             |  |
|                | Dominique Ronga                 | EÉLV           | 909          | 2,59         |             |             |  |
|                | Marcel Perin                    | LO             | 201          | 0,57         |             |             |  |
|                | Véronique Bucaille              | NC             | 196          | 0,56         |             |             |  |
|                |                                 |                |              |              |             |             |  |
| Inscrits       | Inscrits                        | Inscrits       | 61 307       | 100,00       | 61 296      | 100,00      |  |
| Abstentions    | Abstentions                     | Abstentions    | 25 765       | 42,03        | 26 418      | 43,1        |  |
| Votants        | Votants                         | Votants        | 35 542       | 57,97        | 34 878      | 56,9        |  |
| Blancs et nuls | Blancs et nuls                  | Blancs et nuls | 459          | 1,29         | 1 335       | 3,83        |  |
| Exprimés       | Exprimés                        | Exprimés       | 35 083       | 98,71        | 33 543      | 96,17       |  |

### Élections de 2017
|                                                                          | |                           |                           |                          |                          |
|                                                                          | | Premier tour 11 juin 2017 | Premier tour 11 juin 2017 | Second tour 18 juin 2017 | Second tour 18 juin 2017 |
|                                                                          | |                           |                           |                          |                          |
|                                                                          | | Nombre                    | % des inscrits            | Nombre                   | % des inscrits           |
| Inscrits                                                                 | Inscrits | 60 279                    | 100,00                    | 60 274                   | 100,00                   |
| Abstentions                                                              | Abstentions | 30 957                    | 51,36                     | 33 709                   | 55,93                    |
| Votants                                                                  | Votants | 29 322                    | 48,64                     | 26 565                   | 44,07                    |
|                                                                          | |                           | % des votants             |                          | % des votants            |
| Bulletins blancs                                                         | Bulletins blancs                                                                                                | 462                       | 1,58                      | 2 025                    | 7,62                     |
| Bulletins nuls                                                           | Bulletins nuls                                                                                                  | 162                       | 0,55                      | 690                      | 2,60                     |
| Suffrages exprimés                                                       | Suffrages exprimés                                                                                              | 28 698                    | 97,87                     | 23 850                   | 89,78                    |
|                                                                          | |                           |                           |                          |                          |
| Étiquette politique                                                      | Étiquette politique                                                                                             | Voix                      | % des exprimés            | Voix                     | % des exprimés           |
|                                                                          | |                           |                           |                          |                          |
|                                                                          | Émilie Cariou La République en marche                                                                           | 7 777                     | 27,10                     | 14 969                   | 62,76                    |
|                                                                          | Éric Vilain Front national                                                                                      | 5 349                     | 18,64                     | 8 881                    | 37,24                    |
|                                                                          | Jérôme Dumont Divers droite (Les Républicains diss.)                                                            | 5 181                     | 18,05                     |                          |                          |
|                                                                          | Pierre Regent Les Républicains                                                                                  | 3 500                     | 12,20                     |                          |                          |
|                                                                          | Jean-Louis Dumont (député sortant) Parti socialiste                                                             | 2 848                     | 9,92                      |                          |                          |
|                                                                          | Michaël Clément La France insoumise                                                                             | 2 000                     | 6,97                      |                          |                          |
|                                                                          | François-Xavier Franceschini Parti communiste français                                                          | 842                       | 2,93                      |                          |                          |
|                                                                          | Yves Dhyvert Écologiste (Mouvement écologiste indépendant - Confédération pour l'homme, l'animal et la planète) | 810                       | 2,82                      |                          |                          |
|                                                                          | Marcel Périn Lutte ouvrière                                                                                     | 257                       | 0,90                      |                          |                          |
|                                                                          | Maryse Vasseur Divers (Union populaire républicaine)                                                            | 134                       | 0,47                      |                          |                          |
| Source : Ministère de l'Intérieur - Deuxième circonscription de la Meuse | |                           |                           |                          |                          |

### Élections de 2022
| Résultats des élections législatives des 12 et 19 juin 2022 de la 2e circonscription de la Meuse |                          |                          |                          |              |              |             |             |
| Candidat                                                                                         | Candidat                 | Parti et coalition       | Nuance                   | Premier tour | Premier tour | Second tour | Second tour |
| Candidat                                                                                         | Candidat                 | Parti et coalition       | Nuance                   | Voix         | %            | Voix        | %           |
|                                                                                                  | Florence Goulet          | RN                       | RN                       | 8 693        | 32,68        | 13 269      | 53,50       |
|                                                                                                  | Anne Bois                | LREM (ENS)               | ENS                      | 5 101        | 19,17        | 11 534      | 46,50       |
|                                                                                                  | Johan Laflotte,          | EELV (NUPES)             | ECO                      | 4 318        | 16,23        |             |             |
|                                                                                                  | Jean-Marie Addenet       | LR                       | LR                       | 3 588        | 13,49        |             |             |
|                                                                                                  | Pascal Haros             | PS diss.                 | DVG                      | 1 822        | 6,85         |             |             |
|                                                                                                  | Yves Dhyvert             | MEI                      | ECO                      | 778          | 2,92         |             |             |
|                                                                                                  | Michel Menneson          | REC                      | REC                      | 676          | 2,54         |             |             |
|                                                                                                  | Martin Gallic            | SE                       | DVC                      | 658          | 2,47         |             |             |
|                                                                                                  | Michel Testi             | PA                       | ECO                      | 368          | 1,38         |             |             |
|                                                                                                  | Nicolas Bedel            | LP                       | DSV                      | 353          | 1,33         |             |             |
|                                                                                                  | Pierre Nordemann         | LO                       | DXG                      | 247          | 0,93         |             |             |
|                                                                                                  | Jean-Luc Duret           | LREM diss.               | DVC                      | 1            | 0,00         |             |             |
| Votes valides                                                                                    | Votes valides            | Votes valides            | Votes valides            | 26 605       | 97,76        | 24 803      | 92,51       |
| Votes blancs                                                                                     | Votes blancs             | Votes blancs             | Votes blancs             | 453          | 1,66         | 1 480       | 5,52        |
| Votes nuls                                                                                       | Votes nuls               | Votes nuls               | Votes nuls               | 158          | 0,58         | 529         | 1,97        |
| Total                                                                                            | Total                    | Total                    | Total                    | 27 214       | 100          | 26 812      | 100         |
| Abstention                                                                                       | Abstention               | Abstention               | Abstention               | 32 306       | 54,28        | 32 707      | 54,95       |
| Inscrits / participation                                                                         | Inscrits / participation | Inscrits / participation | Inscrits / participation | 59 520       | 45,72        | 59 519      | 45,05       |

### Élections de 2024
| Candidat                 | Candidat                 | Parti et coalition       | Nuance                   | Premier tour | Premier tour |
| Candidat                 | Candidat                 | Parti et coalition       | Nuance                   | Voix         | %            |
| ------------------------ | ------------------------ | ------------------------ | ------------------------ | ------------ | ------------ |
|                          | Florence Goulet          | RN                       | RN                       | 19 011       | 50,63        |
|                          | Jérôme Dumont            | SE (ENS)                 | DVD                      | 11 976       | 31,89        |
|                          | Johan Laflotte           | LÉ (NFP)                 | UG                       | 5 391        | 14,36        |
|                          | Valentine Lafue          | MEI                      | ECO                      | 742          | 1,98         |
|                          | Pierre Nordemann         | LO                       | EXG                      | 431          | 1,15         |
|                          |                          |                          |                          |              |              |
| Suffrages exprimés       | Suffrages exprimés       | Suffrages exprimés       | Suffrages exprimés       | 37 551       | 97,28        |
| Votes blancs             | Votes blancs             | Votes blancs             | Votes blancs             | 691          | 1,79         |
| Votes nuls               | Votes nuls               | Votes nuls               | Votes nuls               | 357          | 0,92         |
| Total                    | Total                    | Total                    | Total                    | 38 599       | 100          |
| Abstention               | Abstention               | Abstention               | Abstention               | 20 631       | 34,83        |
| Inscrits / participation | Inscrits / participation | Inscrits / participation | Inscrits / participation | 59 230       | 65,17        |

#### Département de la Meuse
- La fiche de l'INSEE de cette circonscription : « Tableaux et Analyses de la deuxième circonscription de la Meuse », sur insee.fr, site de l'Institut national de la statistique et des études économiques (consulté le 10 juin 2007) [PDF]

- « Tous les députés du département de la Meuse depuis 1789 », sur assemblee-nationale.fr, site de l'Assemblée nationale française (consulté le 10 juin 2007)

- « Informations contentieuses sur le département de la Meuse (Élections législatives de 2002) »(Archive.org • Wikiwix • Archive.is • Google • Que faire ?), sur conseil-constitutionnel.fr, site du Conseil constitutionnel (consulté le 13 juin 2007)

#### Circonscriptions en France
- « Carte des circonscriptions législatives en France », sur assemblee-nationale.fr, site de l'Assemblée nationale française (consulté le 10 juin 2007)

- « Résultats électoraux officiels en France »(Archive.org • Wikiwix • Archive.is • Google • Que faire ?), sur interieur.gouv.fr, site du ministère de l'Intérieur (France) (consulté le 13 juin 2007)

- Description et Atlas des circonscriptions électorales de France sur http://www.atlaspol.com, Atlaspol, site de cartographie géopolitique, consulté le 13 juin 2007.